# Josefin Asplund
Maria Josefin Asplund (født 15. oktober 1991 i Stockholm) er en svensk skuespillerinde. Hun er bedst kendt for sine roller som Pernilla Blomkvist i filmen The Girl with the Dragon Tattoo (2012) og som Astrid i tv-serien Vikings.
Asplund begyndte som 6-årig at spille skuespil på et lokalt teater, hvor hun medvirkede i forskellige musicals indtil sine teenageår. Senere studerede hun skuespil på Södra Latins Gymnasium og dimitterede i 2010.

## Udvalgt filmografi
- The Girl with the Dragon Tattoo (2012)
- Call Girl (2012)
- Cirklen (2015)
- Vikings (tv-serie, 2016-2018)
- Conspiracy of Silence (tv-serie, 2018)
- Woodland Cemetery (kortfilm, 2019)
- Top Dog (tv-serie, 2020-2023)
- Sneengle (tv-serie, 2021)
- Tjempion mira (2021)
- Carmen Curlers (tv-serie, 2023)
- Nova & Alice (2024)